# De grote baadsters (Cézanne)

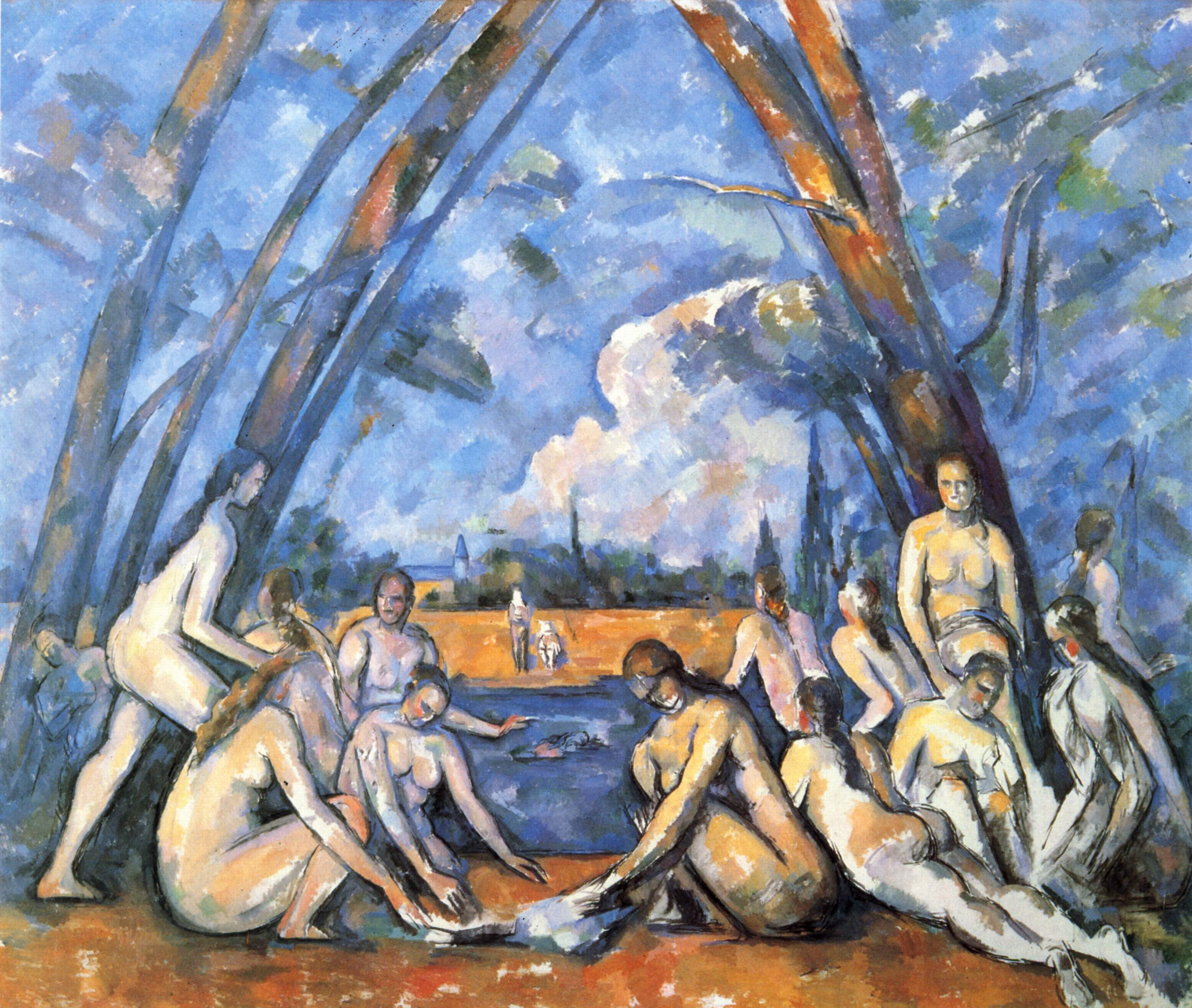
- De grote baadster

De grote baadsters (Les grandes baigneuses) is een van de laatste en grootste schilderijen van de Franse kunstschilder Paul Cézanne (1839-1906). Het omvangrijke en diverse oeuvre van Cézanne omvat maar liefst 140 werken met badscènes. In zijn zeven laatste levensjaren creëerde Cézanne drie versies van 'De grote baadsters'. Die titel verwijst naar het formaat van het doek. Het grootste - afmetingen circa 210 x 250 cm. - en meest bekende exemplaar hangt in het Philadelphia Museum of Art. Volgens zijn werkmethode wijzigde Cézanne het doek tussen 1898-1905 veelvuldig; in 1906 werd het als onaf beschouwd.
In de loop der jaren hanteerde Cézanne voor zijn baders en baadsters een steeds abstractere stijl met een beroep op het moderne oog van zijn publiek. Wel bleef hij trouw aan zijn (kleuren)harmonie tussen landschap en figuren. Opvallend in De grote baadsters is de symmetrische en bijna geometrische voorstelling, waarbij de figuren gevangen lijken in een driehoek tussen de rivieroever en de bomen.
In de afbeelding van deze groep vrouwen, die na het baden lijken uit te rusten, zien we geen mannen. Cézanne wilde niet de indruk wekken van een seksuele ontmoeting. Een bekend werk met badende mannen schilderde hij rond 1890. Voor zijn badscènes maakte Cézanne geen gebruik van naaktmodellen. 